# Simonyi család
A simonyi Simonyi család egy nagyon szétterjedt Hont és Nyitra vármegyei eredetű, illetve Bars és Trencsén vármegyei család. A Hontpázmány nemzetségből eredeztetik őket. Nevüket Simonyról vehették. Másik fészkük Hontvarsány volt, ahonnan a késő középkorban szintén gyakran használt Varsányi nevüket vehették. Mindkét helyen templomot építtettek. Állítólag a családi hagyomány szerint Huba vezértől származnának.
Első ismert ősük, akitől eredeztetik a családot Mortunus, aki Simon comes apja volt. Simon de Wossian comes a 13. század második felében (1260) élt és Bars vármegyében töltött be jelentős tisztségeket. Hat fiáról tudunk: Fülöp, Mihály, Márton, Mortonos, Jako és Péter. 1294-ben Málasi Adrián comestől megvásárolták Hontkiskért. Trencsén vármegyei birtokaikat Csák Máté bitorolta el. 1324-ben Mihály mester fiai Pál és Leukus osztozkodtak. Pálnak jutott Simony és Vieszka fele, Kispeszek, Kiskér, Csánk, Varsány, Köröskény, Krakkó major, Tőre és Bereg, Leukusnak Simony és Vieszka másik fele, Radóc, Kocurány és Návoly, illetve Dobra, Szuhapatak, Hrachové és Viestya jutott. A további leszármazottak között a későbbiekben számos birtokper történt, melyek nem voltak mentesek a hatalmaskodásoktól sem. Leukus fia István 1369-ben Gímes várkapitánya volt. 1406-ban Simon mester Zsigmond királytól kérte Simony új határjárását és a határjelek megújíttatását, melyet a garamszentbenedeki apátság el is végeztetett.
1413-ban Hont megyei Csánk és Hontkiskér birtokaikat védték Lévai Cseh Péterrel szemben, de végül sikertelenül. 1441-ben Felicián pallosjogot kapott. Fia Benedek Simonyi alias Varssányi alakban használta nevét.
A család már a 15. század második felében több faluban birtokolt, a középnemesség soraiba tartoztak. 1474-ben Simonyi György rokonának Ferencnek ad másfél jobbágytelket, melyeket Péter és Máté művelt.
A család elszármazott Szatmár vármegyébe is.
Címerüket Csergheő Géza közölte. A családtagok pecsétlenyomatai ezidáig a 18. századtól ismertek.

## Birtokaik

### Kastélyaik
- Simony
- Nagykereskény

## Neves személyek

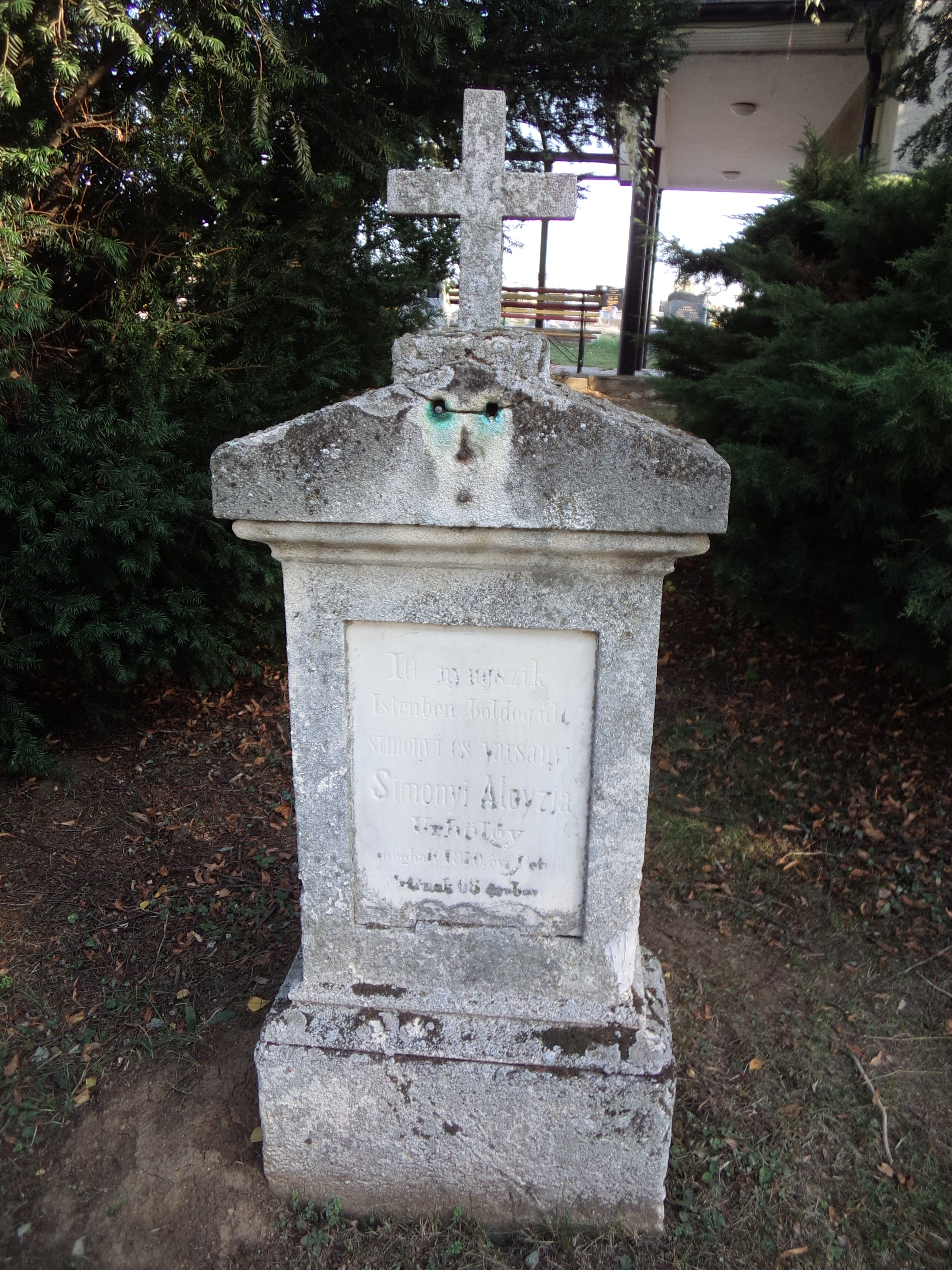
Simonyi Alojzia sírja Tajnasárin

- Simonyi János 1522-ben Bars vármegyei alispán
- Simonyi Ádám 1696-ban ezredes
- Simonyi György tábornok[10]
- Simonyi Simon 1792-ben Bars vármegyei alispán
- Simonyi Dénes Bars vármegye másod alispánja 1824-1826 között
- Simonyi Ferenc Bars vármegye első alispánja 1842-ben
- Simonyi Ernő (1821–1882) országgyűlési képviselő
- Simonyi Móric Radeczky huszárezred ezredese (Nyitra vármegye)
- Simonyi Iván (1838–1904) katona, ügyvéd, szerkesztő, országgyűlési képviselő
- Simonyi Béla 1898-ban Bars vármegye alispánja